# Postcreixement
El postcreixement és una posició sobre el creixement econòmic pel que fa al dilema dels límits del creixement: el reconeixement que, en un planeta de recursos materials finits, les economies extractives i les poblacions no poden créixer infinitament. El concepte de «postcreixement» reconeix que el creixement econòmic pot generar efectes beneficiosos fins a cert punt, però més enllà d'aquest punt (establert en 25.000 dòlars de PIB/càpita per Richard Wilkinson i Kate Pickett al seu llibre The Spirit Level) cal buscar altres indicadors i tècniques per augmentar el benestar humà.
El postcreixement es pot distingir de conceptes i moviments similars (com ara el decreixement i l'economia de l'estat estacionari) perquè pretén identificar i construir allò que ja funciona, en lloc de centrar-se en allò que no funciona. Els defensors del postcreixement intenten fomentar, connectar i desenvolupar encara més idees, conceptes, tecnologies, sistemes, iniciatives i accions ja existents. D'aquesta manera, el postcreixement no especifica la resposta al repte dels límits al creixement sinó que pretén entendre i abordar aquest repte evolutiu des d'una perspectiva d'un sistema complex. Així, doncs, el postcreixement tracta tots els aspectes del jo i de la societat, com la psicologia, la naturalesa humana, l'evolució humana, les cultures, els sistemes socials i les economies, i la interrelació de tots aquests aspectes. En conseqüència, també defensa solucions adequades pel que fa al lloc, el temps, els recursos i els factors culturals. Per tant, les iniciatives postcreixement prenen forma de maneres diverses en diferents circumstàncies.
El postcreixement es pot considerar un enfocament del desenvolupament comunitari basat en resposta als reptes dels límits del creixement, ja que pretén identificar i aprofitar la cultura i la tecnologia actius per a facilitar l'aparició de futurs postcreixement. En el seu treball emblemàtic Prosperity Without Growth (Routledge, 2017), l'economista Tim Jackson demostra que construir una economia postcreixement és realment una «tasca precisa, definible i significativa». Partint d'uns primers principis clars, exposa les dimensions d'aquesta tasca: la naturalesa de l'empresa, la qualitat de la nostra vida laboral, l'estructura de la inversió i el paper de l'oferta monetària.

## Punts fundacionals
Els aspectes fonamentals que connecten les perspectives postcreixement són:
- Reconeixement dels límits del creixement econòmic i demogràfic.
- Reconeixent que, a causa d'aquests límits, és necessari adoptar com a objectiu el desplaçament més enllà del creixement econòmic.
- Canviar l'atenció de les mètriques actuals d'èxit, com ara el PIB, a altres noves, com ara la Felicitat Nacional Bruta, l'Índex del Planeta Feliç i/o altres índexs de benestar.
- Utilitzar la saviesa adquirida en l'era econòmica basada en el creixement (i abans) per transcendir cap a futurs sostenibles.
- Pensar i actuar segons els valors de cooperació, justícia social i custòdia ecològica, tant a nivell local com global.

## Iniciatives postcreixement

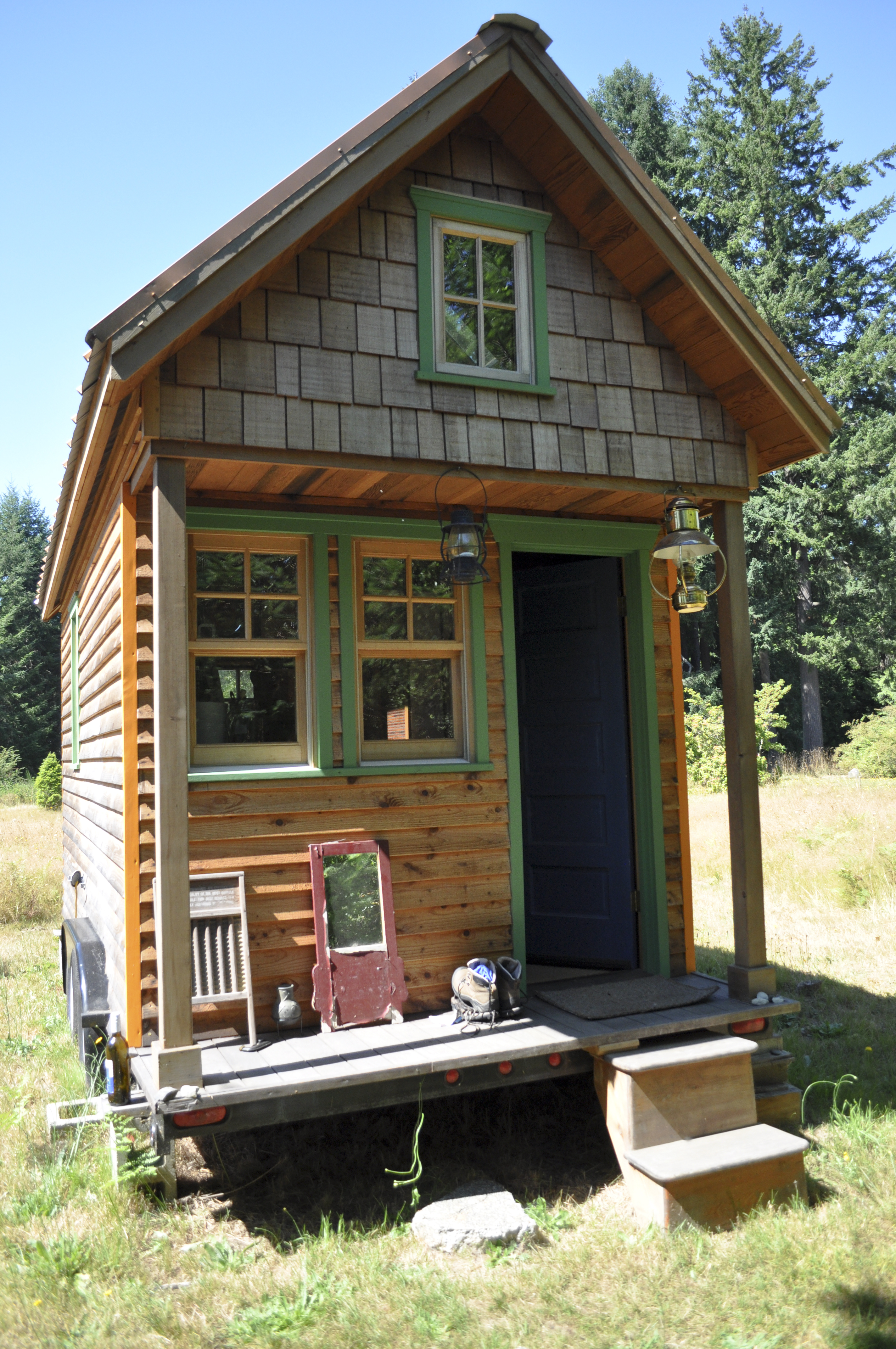
Tiny house a Portland

Un concepte principal present en el moviment postcreixement és que no hi ha un futur postcreixement, sinó una gamma diversa de futurs postcreixement que es poden desenvolupar simultàniament per a crear prosperitat de maneres resilients localment i autosuficients. Sovint, aquestes iniciatives han sorgit com a resposta a problemes de sostenibilitat. Un exemple d'una iniciativa posterior al creixement són els pobles en transició, que busca crear resiliència local en el context del pic del petroli i el canvi climàtic. La simplicitat voluntària i la desacceleració voluntària també són tendències populars que es poden considerar postcreixement. El tiny-house movement, Via Campesina, les ecoviles i els quàquers són bons exemples de com es pot posar en pràctica el «bon viure».
El Free Money Day és un esdeveniment anual i global postcreixement en el qual la gent regala diners a desconeguts com una forma de provocar el diàleg i el pensament crític sobre els diners, les relacions de les persones amb els diners i el valor de l'economia basada en compartir.